# Доња Бебрина
Доња Бебрина је насељено место у саставу општине Клакар у Бродско-посавској жупанији, Република Хрватска.

## Историја
До територијалне реорганизације у Хрватској налазила се у саставу старе општине Славонски Брод.

## Становништво
На попису становништва 2011. године, Доња Бебрина је имала 425 становника.

## Попис1991.
На попису становништва 1991. године, насељено место Доња Бебрина је имало 483 становника, следећег националног састава:
| Попис 1991.‍ | Попис 1991.‍ | Попис 1991.‍ | Попис 1991.‍ | Попис 1991.‍ |
| ----------- | ----------- | ----------- | ----------- | ----------- |
|             |             |             |             |             |
| Хрвати      | Хрвати      |             | 472         | 97,72%      |
| Југословени | Југословени |             | 6           | 1,24%       |
| Срби        | Срби        |             | 2           | 0,41%       |
| непознато   | непознато   |             | 3           | 0,62%       |
| укупно: 483 |             |             |             |             |